# Arutua
Arutua è un atollo appartenente alle isole Tuamotu nella Polinesia francese.

## Geografia
Si trova a nord-ovest dell'arcipelago, 406 km a nord-est di Tahiti e 40 km a sud-est di Rangiroa. La sua forma è quasi circolare con un diametro di 29 km. Possiede una laguna che si estende per 484 km², e presenta 14 km² di terre emerse.
La popolazione totale era di 654 abitanti nel censimento del 2002. L'isola produce copra e madreperla.

## Storia
Arutua significa "onda d'alta marea". È stata anche conosciuto con il nome di Rurik in onore della nave del russo Otto von Kotzebue che qui arrivò nel 1816. L'atollo venne scoperto dagli europei grazie all'olandese Jacob Roggeveen nel 1722.